# Protanguilla palau
Protanguilla palau ist eine Fischart, die an der Basis der heutigen Aalartigen steht und neben Merkmalen heutiger Aale auch solche aufweist, die sich sonst nur bei kreidezeitlichen Arten oder noch früheren finden. Sie gilt daher als lebendes Fossil. Die Art wurde 2009 in einer Unterwasserhöhle vor Palau entdeckt und bisher an keinem anderen Ort nachgewiesen.

## Merkmale
Protanguilla palau ist langgestreckt, mit zylindrischem vorderen Rumpf, der dahinter mäßig abgeflacht ist und in einen sehr flachen Schwanz übergeht. Die bisher untersuchten Tiere waren etwa viereinhalb bis zwanzig Zentimeter lang. Die Schnauze ist abgeflacht. Die Öffnung der Kiemen ist eine ovale Röhre mit einem kurzen, gefransten Kragen. Die Schuppen sind klein und oval. Sie bedecken den Körper in einem Korbgeflecht-ähnlichen Muster, fehlen aber um die Augen, das Maul und die Schnauzenspitze. Das Seitenlinienorgan verläuft durch 80 bis 84 Schuppen. Die Brustflossen setzen im unteren Drittel des Körpers an und haben 18 oder 19 verzweigte Strahlen. Bauchflossen fehlen wie bei allen rezenten Aalartigen. Die Rücken- und Afterflosse erstrecken sich über mehr als zwei Drittel der Körperlänge und sind mit der Schwanzflosse verschmolzen. Die Rückenflosse weist 176 bis 189, die Afterflosse 175 bis 191 unverzweigte Strahlen auf, die Schwanzflosse zehn.
Protanguilla palau weist eine Reihe von Merkmalen auf, die entweder mit heutigen Aalartigen oder mit kreidezeitlichen Vertretern übereinstimmen oder völlig einzigartig sind. Im Gegensatz zu allen anderen heutigen Aalartigen, aber genauso wie einige kreidezeitliche Vertreter der Ordnung, besitzt Protanguilla palau ein Zwischenkieferbein und ein Metapterygoid, und weder Symplecticum und Os quadratum noch die oberen Hypuralia sind verschmolzen. Genauso wie bei heutigen Aalartigen, aber im Gegensatz zu kreidezeitlichen Vertretern, sind auch bei Protanguilla palau die Rücken-, Schwanz- und Afterflosse verschmolzen und ein Entopterygoid fehlt. Merkmale, die noch ursprünglicher sind als die aller bekannten heutigen oder fossilen Aalartigen, sind das Vorhandensein einer Kiemenreuse und weniger als 90 Wirbel.

## Vorkommen
Protanguilla palau ist bisher nur aus einer Unterwasserhöhle in Palau in 35 Metern Tiefe bekannt.

## Systematische Stellung
Aufgrund der einzigartigen Merkmalskombination wurde Protanguilla palau in eine eigene Gattung und Familie innerhalb der Aalartigen gestellt. Anatomische und molekularbiologische Vergleiche weisen darauf hin, dass die Art als Schwestergruppe allen anderen heutigen Aalartigen gegenübersteht und sich von diesen vor etwa 220 Millionen Jahren beim Übergang vom Trias zum Jura trennte.